# Большой Париж (проект)
Большой Париж (фр. Grand Paris) — название инициативы, выдвинутой в 2007 году президентом Франции Николя Саркози в качестве «нового комплексного плана развития столичного региона Парижа». 
Замысел предполагал официальное оформление Парижской агломерации (Большой Париж) и развитие ближайших к Парижу регионов, включая развитие транспортной сети.

## Разработка
План впервые был анонсирован 17 сентября 2007 года во время презентации «Город архитектуры и наследия», когда Саркози объявил о своем намерении создать «новый проект комплексного развития Большого Парижа». Заказчиком проекта выступило государство, координация проекта была поручена министерству  культуры.
В 2008 году был объявлен архитектурный конкурс на проект будущего развития Парижа на ближайшие 40 лет, в котором приняло участие десять многопрофильных команд, включавших архитекторов, градостроителей, географов, ландшафтных архитекторов и других специалистов. В числе архитекторов, возглавлявших эти команды, были Жан Нувель, Кристиан де Порзампар, Антуан Грумбах, Ролан Кастро, Ив Лион, Джамиль Клуш, Ричард Роджерс, Бернардо Секки, Паола Вигано, Финн Гейпель, Джулия Анди и Вини Маас.
Первоначально предполагалось, что структура управления Парижским регионом будет реформирована путём создания объединённого городского сообщества, охватывающего собственно Париж и окружающие его пригороды, Petite Couronne, но от этой идеи впоследствии отказались из-за сопротивления мэров и местных советов региона Иль-де-Франс.
Выставка под названием «Большой Париж и парижская агломерация», где были представлены разработки участников конкурса, прошла с 29 апреля по 22 ноября 2009 года.

## Транспорт
Одновременно была создана должность министра по делам Большого Парижа, на которую был назначен Кристиан Бланк. Бланк и его команда подготовили план транспортной схемы Большого Парижа, который был представлен 29 апреля 2009 года, к этому моменту власти региона Иль-де-Франс подготовили собственную транспортную схему. Помимо этого, некоторое время спустя команды архитекторов, участвовавших в конкурсе, представили третий вариант транспортной схемы. После долгих переговоров, в январе 2011 года был найден компромисс между правительством Франции и властями региона Иль-де-Франс, и утверждён окончательный вариант транспортной схемы.
Реализация плана транспортной схемы будет осуществляться в течение десяти лет, стоимость реализации оценивается в 35 млрд евро, финансирование проекта будет идти за счёт государства, органов местного самоуправления и новых заимствований. Важной частью проекта является сооружение автоматизированных линий метро, соединяющих деловые и жилые районы, в частности, Версаль и аэропорт Шарль де Голль, а также пригороды Монфермей и Клиши-су-Буа. Новые линии метро будут иметь вид восьмерки протяженностью 140 километров с круглосуточным движением, стоимость сооружения этих линий оценивается в 21 млрд евро. Ещё 14 млрд евро будут потрачены на расширение и переоснащение существующих линий метро.

## Жилищное строительство
Саркози заявил о планах строительства в регионе 70 тысяч новых домов ежегодно, с тем чтобы довести общее число новостроек к 2030 году до 1,5 миллионов. С момента его заявления в 2007 году, в Парижском регионе уже построено около 40 тысяч домов.

## Критика
Действия правительства Франции по реализации плана создания Большого Парижа вызвали резкую критику со стороны сообщества архитекторов, особенно Жана Нувеля, который написал несколько резких статей, направленных против Кристиана Бланка — министра по делам Большого Парижа, отправленного в отставку в июле 2010 года.
Против инициативы Саркози по созданию Большого Парижа выступили тогдашний мэр Парижа Бертран Деланоэ и председатель регионального совета Иль-де-Франс Жан-Поль Хюшон — оба члены Французской социалистической партии. В октябре 2011 года Деланоэ заявил, что президент «стремится сам делать шаги, давно начатые местными органами власти». Хюшон, хотя и достиг компромисса с правительством по вопросам транспортной схемы Большого Парижа, также заявил, что Большой Париж «не является общим термином для обозначения всего, что происходит на территории Иль-де-Франс».
Противостояние проекту Большого Парижа продолжается также со стороны партии зелёных (Europe Écologie), во главе с её лидером в регионе Иль-де-Франс Сесиль Дюфло.